# 1677

## Esdeveniments
Data de publicació de l'obra més important de Spinoza, l'"Ètica", publicada aquest any, pocs mesos després de la mort de l'autor.

## Naixements
- Barcelona: Jeroni Rossell i Montfar, monjo jerònim i escriptor
- 4 de febrer: Johann Ludwig Bach, organista i compositor alemany (m. 1731)

## Necrològiques
Països Catalans
- Vic: Josep de Camporrells i de Sabater, President de la Generalitat de Catalunya.

Resta del món
- 21 de febrer - La Haia (Països Baixos): Baruch Spinoza, filòsof neerlandès.
- 11 de novembre - Pàdua: Barbara Strozzi, cantant i compositora italiana (n. 1619).[1]